# كيلي هيرلي
كيلي هيرلي (بالإنجليزية: Kelley Hurley)‏ هي مبارزة بالسيف أمريكية، ولدت في 4 أبريل 1988 في هيوستن في الولايات المتحدة.

## وصلات خارجية
- كيلي هيرلي على موقع الاتحاد الدولي للمبارزة (الإنجليزية)
- كيلي هيرلي على موقع اللجنة الأولمبية الدولية (الإنجليزية)
- كيلي هيرلي على موقع أوليمبيديا (الإنجليزية)